# 百事群音
《百事群音》是浙江卫视的乐队选秀节目，又称《盖世群音》。由许智伟创办 百事公司(中国) 浙江卫视 主办。目标是在中国大陆地区选拔出优秀乐队并发行唱片。

## 比赛规则
在中国大陆地区进行全国海选，最终各地选拔出10支最佳乐队在电视节目中进行正式比赛。正式比赛采用积分制，每集有四名评审进行打分，第一轮为规定曲目，每两支乐队进行PK，胜者进入下一轮演唱原创歌曲。10支乐队以累计积分进行排名，每场比赛不淘汰乐队，最终积分最高的乐队获得“全国大奖”

## 参赛乐队
| - 聚点翻转乐队 - Play Band - Tou乐队 - 加减乐队 - 盖亚乐团 | - 甜蜜旅行乐队 - 指人儿乐队 - 滑轮乐队 - 蛋壳乐队 - 齿轮乐队 |  |

## 节目摘要
| 集数 | 首播日期 | 优胜乐队           | 评审                               | 附注                                                                                          |
| 1    | 7月4日   | 齿轮乐队           | 许智伟 黄贯中 洪迪                 | 崔健作为嘉宾现场演唱《不是我不明白》                                                          |
| 2    | 7月11日  | 聚点翻转           | 许智伟 叶展华 张亚东               | 罗志祥作为嘉宾现场演唱《高调爱》《败给你》                                                    |
| 3    | 7月18日  | Play Band          | 许智伟 洪迪 小虫 Fall Out Boy      | 任贤齐作为嘉宾现场演唱《我是一只鱼》                                                          |
| 4    | 7月25日  | 甜蜜旅行           | 许智伟 丁武 周晓鸥                 | 指人儿乐队零分事件                                                                            |
| 5    | 8月1日   | 加减乐队           | 许智伟 叶展华 丁武 周治平          | 范逸臣作为嘉宾现场演唱《无乐不作》                                                            |
| 6    | 8月8日   | 加减乐队           | 陈少琪 洪迪 丁武 Kenny Aronoff     | 蔡依林作为嘉宾现场演唱《妥协》《日不落》                                                      |
| 7    | 8月15日  | 滑轮乐队           | 许智伟 叶展华 五月天 陈少琪        | - 五月天现场演唱《放肆》《离开地球表面》                                                      |
| 8    | 8月22日  | 聚点翻转           | 许智伟 黄家强 丁武                 |                                                                                               |
| 9    | 8月29日  | 聚点翻转           | 许智伟 叶展华 动力火车             | 乔任梁作为嘉宾现场挑战聚点翻转失败                                                            |
| 10   | 9月5日   | 甜蜜旅行           | 许智伟 叶展华 黄贯中 谢天笑        | - 崔健作为嘉宾现场演唱《新长征路上的摇滚》                                                    |
| 11   | 9月12日  | 聚点翻转（总冠军） | 许智伟 叶展华 五月天 张亚东 陈少琪 | - 许智伟 叶展华 张亚东 陈少琪组成KUSO“做梦，幻乐队”与所有参赛选手一起演唱《海阔天空(beyond)》 |

## 电视播出时间
浙江卫视
- 首播：每周六 21:21 （LIVE现场直播）
- 重播：每周日 0：00